# Sydney International 2019 - Qualificazioni singolare femminile
Le qualificazioni del singolare femminile del Sydney International 2019 sono state un torneo di tennis preliminare per accedere alla fase finale della manifestazione. Le vincitrici dell'ultimo turno sono entrate di diritto nel tabellone principale. In caso di ritiro di una o più giocatrici aventi diritto, a queste sono subentrate le lucky loser, ossia le giocatrici che hanno perso nell'ultimo turno ma che avevano una classifica più alta rispetto alle altre partecipanti che avevano comunque perso nel turno finale.

## Teste di serie
1. Aljaksandra Sasnovič (qualificata)
2. Kateřina Siniaková qualificata)
3. Barbora Strýcová (primo turno)
4. Danielle Collins (qualificata)
5. Johanna Konta (ultimo turno, ritirata, lucky loser)
6. Kristina Mladenovic (primo turno)

1. Julija Putinceva (qualificata)
2. Mónica Puig (ultimo turno, lucky loser)
3. Aleksandra Krunić (primo turno)
4. Bernarda Pera (ultimo turno, ritirata, lucky loser)
5. Tatjana Maria (ultimo turno, lucky loser)
6. Ekaterina Aleksandrova (qualificata)

## Qualificate
1. Aljaksandra Sasnovič
2. Kateřina Siniaková
3. Julija Putinceva

1. Danielle Collins
2. Ekaterina Aleksandrova
3. Priscilla Hon

### Lucky loser
1. Mónica Puig
2. Tatjana Maria

1. Johanna Konta
2. Bernarda Pera

## Tabellone

### Legenda
| - Q = Qualificato - WC = Wild card - LL = Lucky loser | - ALT = Alternate - SE = Special Exempt - PR = Protected Ranking | - w/o = Walkover - r = Ritirato - d = Squalificato |

### Sezione 1
|  | Primo turno | Primo turno           | Primo turno          | Primo turno | Primo turno |  |  | Ultimo turno | Ultimo turno         | Ultimo turno         | Ultimo turno | Ultimo turno |  |
|  |             |                       |                      |             |             |  |  |              |                      |                      |              |              |  |
|  | 1           | Aljaksandra Sasnovič  | Aljaksandra Sasnovič | 6           | 6           |  |  |              |                      |                      |              |              |  |
|  |             | Tamara Zidanšek       | Tamara Zidanšek      | 4           | 1           |  |  | 1            | Aljaksandra Sasnovič | Aljaksandra Sasnovič | 6            | 6            |  |
|  | Alt         | Bethanie Mattek-Sands | 6                    | 2           | 2           |  |  | 8            | Mónica Puig          | Mónica Puig          | 1            | 0            |  |
|  | 8           | Mónica Puig           | 3                    | 6           | 6           |  |  |              |                      |                      |              |              |  |

### Sezione 2
|  | Primo turno | Primo turno        | Primo turno        | Primo turno | Primo turno |  |  | Ultimo turno | Ultimo turno       | Ultimo turno       | Ultimo turno | Ultimo turno |  |
|  |             |                    |                    |             |             |  |  |              |                    |                    |              |              |  |
|  | 2           | Kateřina Siniaková | Kateřina Siniaková | 6           | 6           |  |  |              |                    |                    |              |              |  |
|  |             | Eri Hozumi         | Eri Hozumi         | 2           | 3           |  |  | 2            | Kateřina Siniaková | Kateřina Siniaková | 6            | 6            |  |
|  | WC          | Alexandra Bozovic  | Alexandra Bozovic  | 2           | 1           |  |  | 10           | Bernarda Pera      | Bernarda Pera      | 3            | 4            |  |
|  | 10          | Bernarda Pera      | Bernarda Pera      | 6           | 6           |  |  |              |                    |                    |              |              |  |

### Sezione 3
|  | Primo turno | Primo turno      | Primo turno      | Primo turno | Primo turno |  |  | Ultimo turno | Ultimo turno     | Ultimo turno     | Ultimo turno | Ultimo turno |  |
|  |             |                  |                  |             |             |  |  |              |                  |                  |              |              |  |
|  | 3           | Barbora Strýcová | 5                | 6           | 4           |  |  |              |                  |                  |              |              |  |
|  |             | Zarina Dijas     | 7                | 1           | 6           |  |  |              | Zarina Dijas     | Zarina Dijas     | 2            | 2            |  |
|  |             | Destanee Aiava   | Destanee Aiava   | 0           | 2           |  |  | 7            | Julija Putinceva | Julija Putinceva | 6            | 6            |  |
|  | 7           | Julija Putinceva | Julija Putinceva | 6           | 6           |  |  |              |                  |                  |              |              |  |

### Sezione 4
|  | Primo turno | Primo turno      | Primo turno      | Primo turno | Primo turno |  |  | Ultimo turno | Ultimo turno     | Ultimo turno     | Ultimo turno | Ultimo turno |  |
|  |             |                  |                  |             |             |  |  |              |                  |                  |              |              |  |
|  | 4           | Danielle Collins | Danielle Collins | 7           | 6           |  |  |              |                  |                  |              |              |  |
|  | WC          | Maddison Inglis  | Maddison Inglis  | 63          | 4           |  |  | 4            | Danielle Collins | Danielle Collins | 7            | 6            |  |
|  | WC          | Abbie Myers      | Abbie Myers      | 1           | 3           |  |  | 11           | Tatjana Maria    | Tatjana Maria    | 5            | 3            |  |
|  | 11          | Tatjana Maria    | Tatjana Maria    | 6           | 6           |  |  |              |                  |                  |              |              |  |

### Sezione 5
|  | Primo turno | Primo turno            | Primo turno            | Primo turno | Primo turno |  |  | Ultimo turno | Ultimo turno           | Ultimo turno           | Ultimo turno | Ultimo turno |  |
|  |             |                        |                        |             |             |  |  |              |                        |                        |              |              |  |
|  | 5           | Johanna Konta          | Johanna Konta          | 6           | 6           |  |  |              |                        |                        |              |              |  |
|  |             | Miriam Kolodziejová    | Miriam Kolodziejová    | 3           | 2           |  |  | 5            | Johanna Konta          | Johanna Konta          | 1            | r            |  |
|  |             | Stefanie Vögele        | Stefanie Vögele        | 4           | 1           |  |  | 12           | Ekaterina Aleksandrova | Ekaterina Aleksandrova | 4            |              |  |
|  | 12          | Ekaterina Aleksandrova | Ekaterina Aleksandrova | 6           | 6           |  |  |              |                        |                        |              |              |  |

### Sezione 6
|  | Primo turno | Primo turno         | Primo turno       | Primo turno | Primo turno |  |  | Ultimo turno | Ultimo turno     | Ultimo turno | Ultimo turno | Ultimo turno |  |
|  |             |                     |                   |             |             |  |  |              |                  |              |              |              |  |
|  | 6           | Kristina Mladenovic | 65                | 6           | 68          |  |  |              |                  |              |              |              |  |
|  | WC          | Kimberly Birrell    | 7                 | 3           | 7           |  |  | WC           | Kimberly Birrell | 7            | 4            | 3            |  |
|  |             | Priscilla Hon       | Priscilla Hon     | 6           | 6           |  |  |              | Priscilla Hon    | 62           | 6            | 6            |  |
|  | 9           | Aleksandra Krunić   | Aleksandra Krunić | 1           | 4           |  |  |              |                  |              |              |              |  |